# Marca de Monferrato
A Marca de Monferrato foi um Estado da Idade Média na península Itálica, vassalo do Sacro Império Romano-Germânico. Originalmente era parte da Marca da Ligúria Ocidental (Liguriae Occidentalis), criada pelo rei Berengário II em cerca de 950.
A área de Monferrato foi constituída como a Aleramica Marca (Marca de Aleramo). Em 1574, a marca foi transformada no Ducado de Monferrato.
Seu território, que variou muito ao longo do tempo, era constituído de parte das regiões italianas do Piemonte, Ligúria e Lombardia entre as províncias de Alexandria e Asti, compreendendo também em alguns períodos parte das províncias de Turim, Cuneo, Pavia, Savona, no território hoje conhecido como Monferrato.

## Formação do Estado
O Estado, constituído sobre parte dos territórios doados no século X a  Aleramo do Monferrato, genro do rei Berengário II, pelo imperador Otão I, mediante diploma datado de 23 de março de 967, foi por muitos séculos um feudo imperial.
Guilherme IV de Ravena é o primeiro governante da dinastia alerâmica citado como "de Monferrato", num documento de 23 de março de 1111.
Porém, somente a partir do século XII pode-se falar realmente de "marquês de Monferrato". Por trinta anos governa Rainério, o primeiro a ser identificado como “Raynerius de Monteferrato Marchio” (Marquês Rainério de Monferrato). Ele iniciou a política filoimperial que caracterizaria o destino de Monferrato por vários séculos. Ele promoveu a construção do monastério de Santa Maria de Lucedio, próximo a Trino, que tornou-se depois o local de sepultura de vários marqueses.

## Desenvolvimento

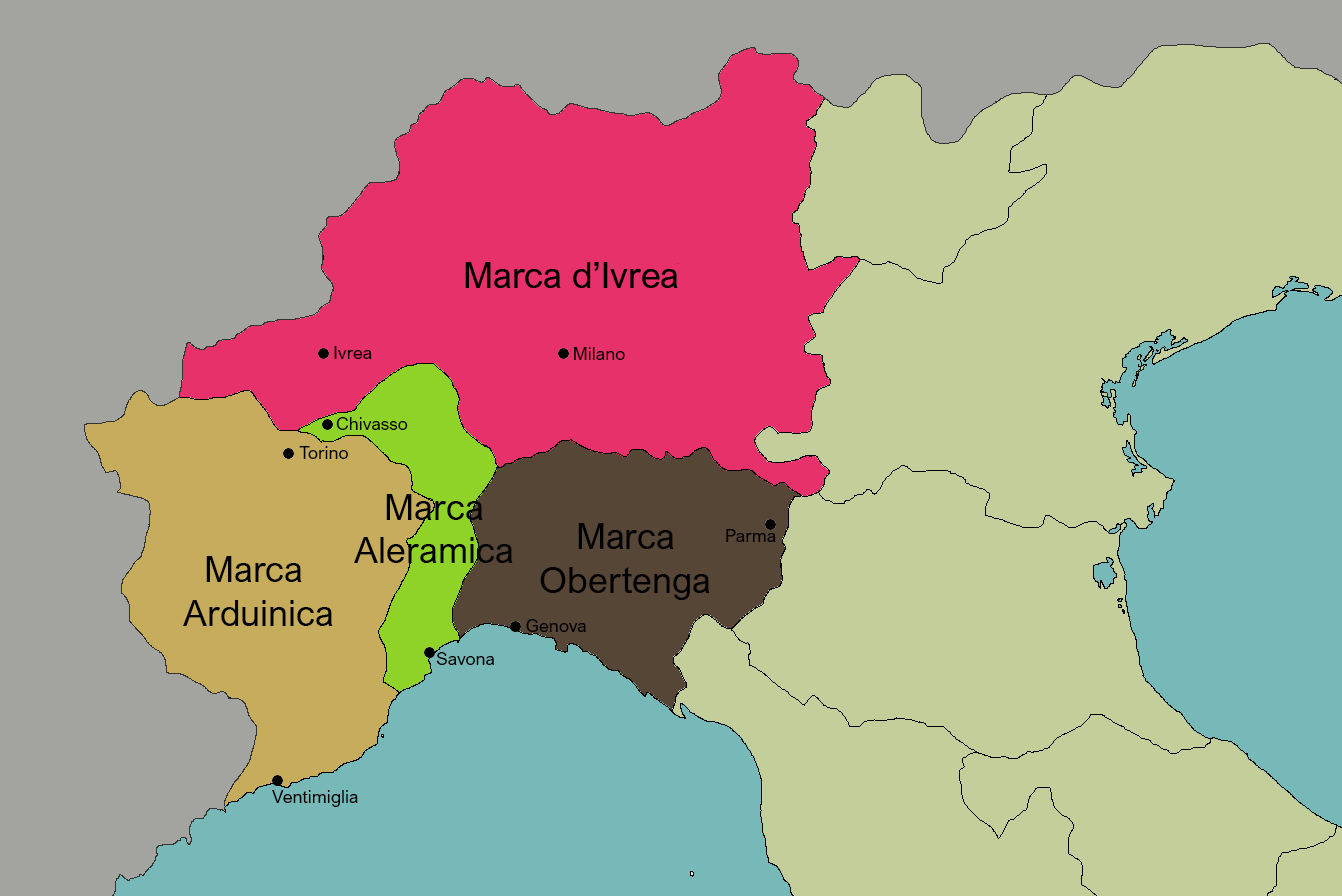
A Marca de Ivrea e as três novas marcas instituídas da Berengário II

Após a morte de Rainério, assumiu o governo seu filho Guilherme V, um dos protagonistas da vida política europeia. Guilherme V, o Velho, com sua grande atividade política e militar fez a região assumir seu papel de relevante importância, não somente no âmbito italiano. A serviço do imperador Frederico I, Guilherme envolveu-se numa série de conflitos contra as comunas situadas na área piemontesa-lombarda, primeiro em Alexandria e Asti. Simultaneamente às atividades no Monferrato, Guilherme V empenhou-se, junto com seu filho, em várias iniciativas no Oriente, seja no Reino de Jerusalém, seja no Império Bizantino. Essas ações atingiram seu ápice com seu filho Conrado que defendeu Tiro, o último baluarte do reino cruzado no Oriente, da ameaça de Saladino e foi eleito ao trono de Jerusalém, e Bonifácio I, comandante da Quarta Cruzada, que se tornou rei de Salonica. Seu neto Balduíno V de Jerusalém reinou por um breve período sobre Jerusalém. Durante o governo de Bonifácio I, a corte de Monferrato acolheu vários poetas de origem provençal, como Gaucelm Faidit, Raimbaut di Vaqueiras e Bertran de Born.

## Território e capital
O primeiro estado em Monferrato ocupava uma pequena área na concluência dos rios Pó e Tanaro em direção a Valenza e foi alargando-se em direção a ocidente, limitado pelos cursos divergentes dos dois rios, até alcançar no século XI a região de colinas entre o Pó e o Versa.
Na época alerâmica era ausente o conceito de capital e a corte era itinerante. Com a chegada a Monferrato de Teodoro I e o advento da dinastia paleóloga em 1306, Chivasso tornou-se a cidade preferida, embora o soberano permancesse às vezes em Valenza, Moncalvo, Pontestura, Trino e por pouco tempo em Asti até a perda de Chivasso em 1435 para os Savoia.
A partir de 1435, Casale Monferrato assumiu a função de "capital" do estado paleólogo. Em 1536, a passagem do goveno aos Gonzaga colocou Monferrato como estado-satélite, uma vez que os Gonzaga tinham seus interesses e sua capital em Mântua. Em 1631, assumiu o governo o ramo colateral dos Gonzaga-Nevers, porém a situação continuou igual até 1708 com a passagem da soberania aos Saboia.

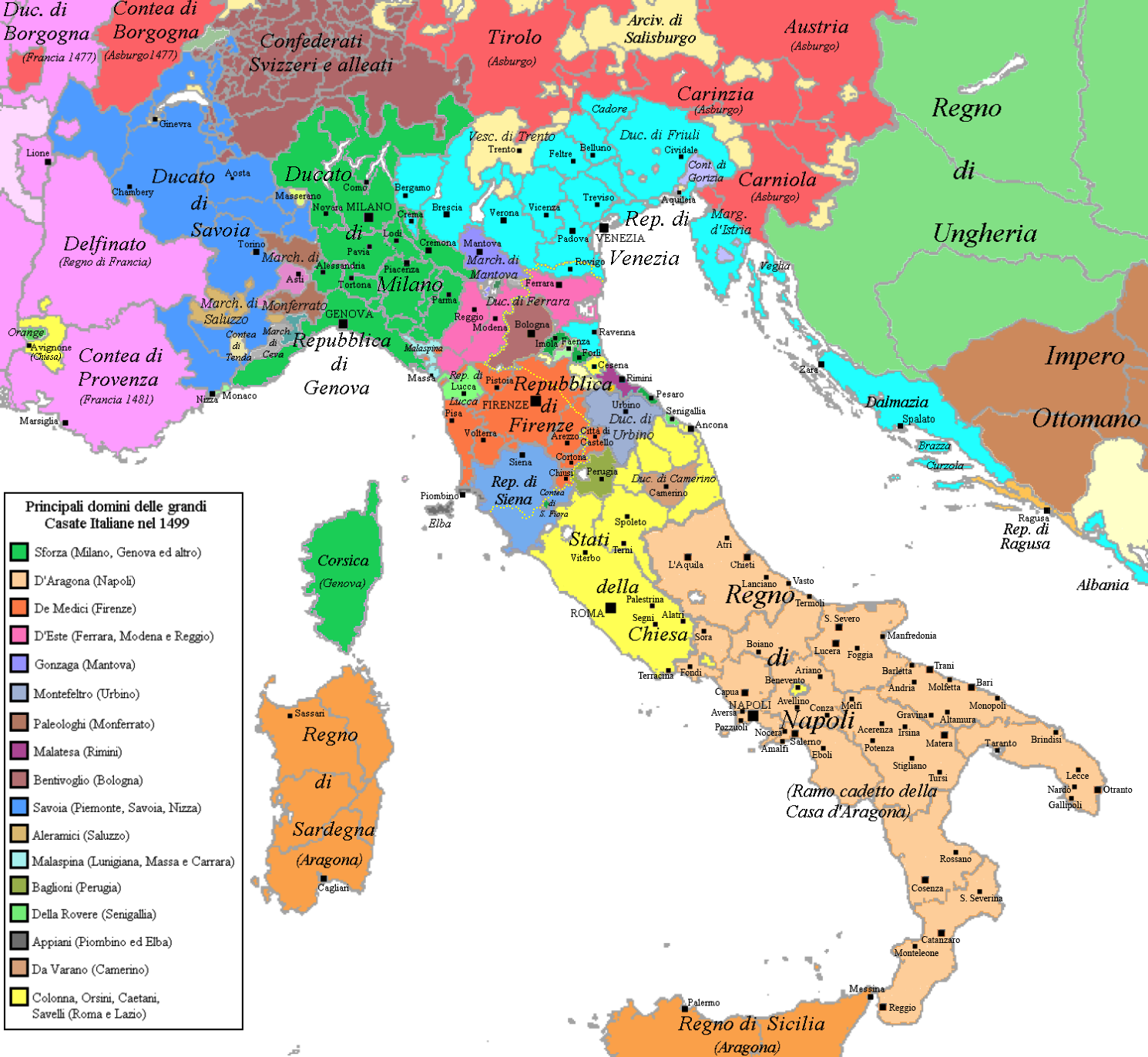
Estados da península Itálica por volta do final do século XV. Monferrato em marrom
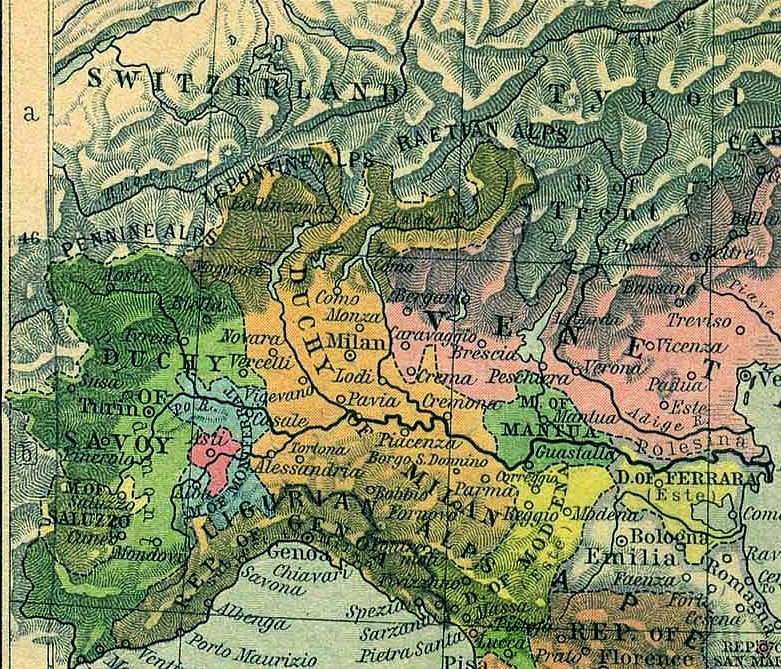
Detalhe de mapa histórico Historical Atlas por William Shepherd, da Perry-Castañeda Library Map Collection, Universidade do Texas, Austin

## Fim do Estado
Em 1708, após sete séculos de existência, primeiro como Marca de Monferrato, depois como Ducado de Monferrato, o estado perdeu sua autonomia quando Vítor Amadeu II de Saboia foi investido pelo imperador e recebeu o território de Monferrato, o que foi ratificado em 1713 pelo Tratado de Utrecht.

## Marqueses de Monferrato

Brasão original do Monferrato, dinastia Alerâmica

Brasão de armas da dinastia Paleóloga

Brasão de armas da dinastia Gonzaga

Brasão dos Gonzaga a partir de 1575

Brasão dos Gonzaga a partir de 1588

Brasão de armas da dinastia Gonzaga-Nevers

### Dinastia Alerâmica[8][9]
- Guilherme I (924?-933?)
- Aleramo (967-991)
  - Guilherme II ... - 961 (co-marquês)
- Otão I (991)
- Guilherme III (991-1042)
- Otão II (1042-1084)
- Guilherme IV (1084-1100)
- Rainério I (1100-1136)
- Guilherme V, o Velho (1136-1191)
- Conrado (1191-1192)
- Bonifácio I (1192-1207)
- Guilherme VI (1207-1225)
- Bonifácio II, o Gigante (1225-1253)
- Guilherme VII, o Grande (1253-1296)
- João I (1296-1305)

### Dinastia Paleóloga[10]
- Teodoro I (1306-1338)
- João II (1338-1372)
- Otão III (1372-1378)
- João III (1378-1381)
- Teodoro II (1381-1418)
- João Jaime (1418-1445)
- João IV (1445-1464)
- Guilherme VIII (1464-1483)
- Bonifácio III (1483-1494)
- Guilherme IX (1494-1518)
- Bonifácio IV (1518-1530)
- João Jorge (1530-1533)

### Dinastia Gonzaga[11]
Quando João Jorge morreu sem herdeiros a disputa pelo Monferrato acendeu-se entre Frederico II Gonzaga, Duque de Mântua e Carlos III, Duque de Saboia. Como Monferrato era um feudo imperial, foi o imperador Carlos V quem decidiu a quem confiar o território: a escolha recaíu sobre Frederico II, marido de Margarida Paleóloga (filha de Guilherme IX e de Ana de Alençon). Durante o domínio de Mântua, o Monferrato esteve no centro de muitos conflitos que visavam assegurar a sua posse por diversas potências europeias e a progressiva perda de autonomia frente ao crescente poder exercido pelos Gonzaga. 
- Margarida (1536-1540), com
- Frederico (1536-1540)
- Francisco I (1540-1550)
- Guilherme X[nota 2] (1550 - 1575) (Duque de Monferrato a partir de 1575)

## Duques de Monferrato

### Dinastia Gonzaga[11]
- Guilherme X (1575-1587) (Marquês de Monferrato até 1575)
- Vicente I (1587-1612)
- Francisco II (1612)
- Fernando (1612-1626)
- Vicente II (1626-1627)

### Dinastia Gonzaga-Nevers[7]
- Carlos I  (1631-1637)
- Carlos II  (1637-1665)
- Fernando Carlos (Carlos III) (1665-1708)